# Scenopinus opaculus
Scenopinus opaculus är en tvåvingeart som beskrevs av Friedrich Hermann Loew 1873. Scenopinus opaculus ingår i släktet Scenopinus och familjen fönsterflugor. Inga underarter finns listade i Catalogue of Life.